# Малая Чёрная (приток Большой Чёрной)
Малая Чёрная — река в Кемеровской области. Устье реки находится в 100 м по правому берегу реки Большая Чёрная, на границе Кемеровской и Томской областей. Длина реки составляет 35 км. На реке находятся деревни Макурино и Кожевниково.

## Данные водного реестра
По данным государственного водного реестра России относится к Верхнеобскому бассейновому округу, водохозяйственный участок реки — Томь от города Кемерово и до устья, речной подбассейн реки — Томь. Речной бассейн реки — (Верхняя) Обь до впадения Иртыша.